# Сексуальный скандал вокруг Криса Пинчера
Скандал с Крисом Пинчером — политическая полемика в Великобритании, связанная с сексуальными домогательствами. 
Инцидент касается бывшего заместителя парламентского организатора Консервативной партии Криса Пинчера, который, как утверждается, вел себя ненадлежащим образом, и премьер-министра Бориса Джонсона, который, как утверждается, знал о предыдущем аналогичном случае поведения Пинчера, когда назначал его на должность.

## Инцидент
5 ноября 2017 года Пинчер ушел с поста Контролера домашнего хозяйства и добровольно обратился в процедуру подачи жалоб Консервативной партии и в полицию в рамках обвинений в сексуальных домогательствах в Вестминстере в 2017 году. Его обвинил в сексуальном насилии бывший олимпийский гребец и кандидат от консерваторов Алекс Стори. В 2017 году Стори утверждал, что стал объектом нежелательных сексуальных домогательств со стороны Пинчера в 2001 году, когда член парламента пригласил Стори в свою квартиру, где Пинчер массировал ему шею и говорил о своем «будущем в Консервативной партии», а затем переоделся в банный халат. Рассказывая об этом эпизоде, Стори сказал, что в этот момент Пинчер стал похож на «Харви Вайнштейна, работающего в фунтах стерлингов». Пинчер сказал: «я не признаю ни событий, ни их интерпретации» и что «если мистер Стори когда-либо чувствовал себя оскорбленным чем-либо, что я сказал», Пинчер может «только извиниться перед ним». Пинчера также обвинили в «подкатывании» к бывшему депутату от лейбористской партии Тому Бленкинсопу, который сказал ему «отвали». 23 декабря 2017 года следственная комиссия Консервативной партии установила, что Пинчер не нарушал кодекс поведения.
Пинчер ушел в отставку с поста заместителя главы правительства 30 июня 2022 года после того, как признался, что накануне вечером был сильно пьян в Carlton Club, частном клубе, в Сент-Джеймс, Лондон, и «поставил себя и других людей в неловкое положение». Утверждалось, что он домогался двух мужчин. Заместитель лидера лейбористов Анджела Рейнер сказала, что «последний эпизод» показал, что стандарты общественной жизни упали при Борисе Джонсоне. Рейнер утверждала, что Джонсон должен объяснить, почему Пинчер получил пост и как он мог остаться депутатом-консерватором. Были призывы от неназванных депутатов-консерваторов провести дополнительные выборы на место Пинчера , поскольку события оказались «намного хуже», чем когда бывший депутат-консерватор Нил Пэриш был пойман за просмотром порнографии в Палате общин ранее в этом же году . Министр внутренних дел лейбористской тени Иветт Купер заявила, что необходима полная откровенность о событиях и обвинениях, попросив для начала снять Пинчера с должности и заявив, что речь идет о стандартах общественной жизни. Либерал-демократ Венди Чемберлен заявила, что обвинения настолько серьезны, что трудно понять, как Пинчер может оставаться депутатом. Она призвала к тщательному расследованию. Пинчер был отстранен от должности депутата-консерватора, но остался в парламенте как независимый депутат. Рейнер сказала, что Джонсона «заставляли пинками и криками вообще предпринимать какие-либо действия». Теневой государственный министр в кабинете министров Дженни Чепмен сказала, что неясно, что конкретно было известно Джонсону в момент назначения Пинчера. «Мы хотим знать, кто что знал, когда и почему эти решения были приняты именно такими. Я не думаю, что кто-то в Вестминстере верит, что Борис Джонсон не знал об обвинениях в адрес мистера Пинчера».
В письме на имя главного представителя консерваторов Криса Хитона-Харриса избранные председатели комитетов Карен Брэдли и Кэролайн Ноукс заявили, что Консервативная партия должна принять подход «нулевой терпимости» к таким обвинениям и провести «тщательное расследование… каждого эпизода», добавив: «партия и, соответственно, правительство рискуют серьезно повредить репутации из-за нынешнего подхода».

## Дальнейшие обвинения
3 июля 2022 года против Пинчера было выдвинуто шесть новых обвинений, касающихся поведения на протяжении десяти лет. Три жалобы касаются того, что Пинчер нежелательно заигрывал с другими депутатами-мужчинами: один раз в баре Палаты общин и однажды в парламентском офисе Пинчера. Сообщается, что в феврале один заявитель сообщил детали Даунинг-стрит и выразил обеспокоенность тем, что Пинчер будет отвечать за благополучие других депутатов. Пинчер утверждал, что не собирался уходить в отставку с поста депутата.
Джонсон якобы назвал Пинчера «ручным», а Доминик Каммингс сказал, что Джонсон пошутил о том, что он «Пинчер по имени, пинчер по натуре» в 2020 году. Джонсону также были направлены призывы объяснить, как много он знал о поведении Пинчера. Депутат от лейбористской партии Джонатан Рейнольдс сказал: «я думаю, что мы должны признать, в чем заключается постоянная проблема, и что это консервативная партия, которая постоянно предпочитает делать то, что политически целесообразно, а не то, что правильно. Из того, что мы узнали сегодня утром, ясно, что Криса Пинчера никогда не следовало давать это назначение».
Министры первоначально заявили, что Джонсон не знал о каких-либо конкретных жалобах на Пинчера, когда он был назначен на должность. Позже в Даунинг-стрит заявили, что Джонсон был в курсе сообщений СМИ и обвинений, которые «либо были разрешены, либо не переросли в официальную жалобу». Однако затем Би-би-си сообщила, что официальная жалоба и последующее расследование в отношении Пинчера, когда он находился в министерстве иностранных дел (с июля 2019 г. по февраль 2020 г.), подтвердили его неправомерное поведение и что Джонсону было известно об этом в то время. Сэр Саймон Макдональд, бывший постоянный заместитель госсекретаря по иностранным делам, позже подтвердил, что премьер-министр был проинформирован «лично» о Пинчере. Макдональд сказал, что летом 2019 года группа чиновников «пожаловалась мне на поведение мистера Пинчера. По сути, обвинения были аналогичны тем, которые были сделаны о его поведении в клубе «Карлтон».

## Отставки
В интервью Крису Мэйсону из BBC 5 июля 2022 года Джонсон признал, что назначил Пинчера на государственную должность, несмотря на то, что ему сообщили о жалобе на неправомерное поведение против него. Джонсон сказал, что совершил «серьезную ошибку», не действуя в соответствии с информацией. Канцлер казначейства Риши Сунак и государственный секретарь по вопросам здравоохранения и социальной защиты Саджид Джавид подали в отставку через несколько минут. Вице-председатель Консервативной партии Бим Афолами подал в отставку в тот же день вместе с Сакибом Бхатти, Джонатаном Гуллисом и Николой Ричардс с постов личных секретарей парламента. Алекс Чок также подал в отставку с поста генерального солиситора Англии и Уэльса. На следующий день Уилл Айвинс подал в отставку с поста парламентского заместителя государственного секретаря по делам детей и семьи. Вскоре после этого Джон Глен объявил о своей отставке с поста министра финансов по экономическим вопросам.
7 июля 2022 года, Борис Джонсон в своём обращении к нации объявил об уходе в отставку.

## Анализ
Полемика возникла почти через месяц после вотума доверия Джонсону руководству Консервативной партии, против которого выступили 41%. В то время руководство Джонсона имело дело с серией скандалов и споров, в том числе: предполагаемые вечеринки и общественные собрания в государственных учреждениях, когда некоторые такие мероприятия были запрещены из-за пандемии COVID-19, ремонт квартиры Джонсона с использованием денег, взятых взаймы у доноров Консервативной партии, назначение русско-английского бизнесмена Евгения Лебедева в Палату лордов, несмотря на предупреждения MI5, и предложения переписать правила поведения для депутатов после скандала с Оуэном Патерсоном.

## Комментарии
1. ↑  In 2017, the American film producer Harvey Weinstein had been accused of rape, sexual assault and sexual abuse, leading to the #MeToo movement against sexual abuse, sexual harassment, and rape culture; "pound shop" is a reference to British high street discount stores such as Poundland.
2. ↑  This could only happen if Pincher chose to resign as an MP, was subject to a successful recall petition, or received a custodial sentence of longer than a year